# Leptopelis

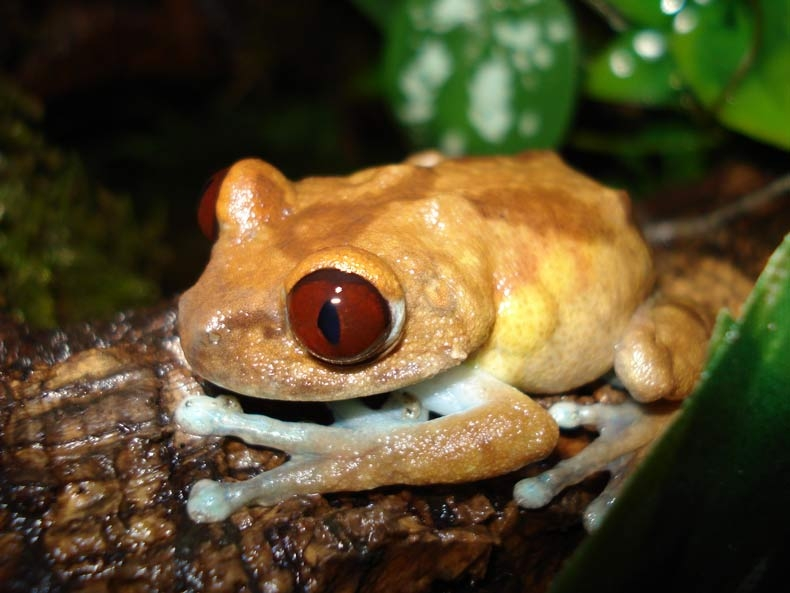
Leptopelis uluguruensis.

Leptopelis és un gènere de granotes de la família dels hiperòlids que es troba a Àfrica.

## Taxonomia
- Leptopelis anchietae (Bocage, 1873)
- Leptopelis argenteus (Pfeffer, 1893)
- Leptopelis aubryi (Duméril, 1856)
- Leptopelis barbouri (Ahl, 1929)
- Leptopelis bequaerti (Loveridge, 1941)
- Leptopelis bocagii (Günther, 1865)
- Leptopelis boulengeri (Werner, 1898)
- Leptopelis brevipes (Boulenger, 1906)
- Leptopelis brevirostris (Werner, 1898)
- Leptopelis broadleyi (Poynton, 1985)
- Leptopelis bufonides (Schiøtz, 1967)
- Leptopelis calcaratus (Boulenger, 1906)
- Leptopelis christyi (Boulenger, 1912)
- Leptopelis concolor (Ahl, 1929)
- Leptopelis cynnamomeus (Bocage, 1893)
- Leptopelis fenestratus (Laurent, 1972)
- Leptopelis fiziensis (Laurent, 1973)
- Leptopelis flavomaculatus (Günther, 1864)
- Leptopelis gramineus (Boulenger, 1898)
- Leptopelis jordani (Parker, 1936)
- Leptopelis karissimbensis (Ahl, 1929)
- Leptopelis kivuensis (Ahl, 1929)
- Leptopelis lebeaui (Witte, 1933)
- Leptopelis mackayi (Bwong, Schick i cols., 2006)
- Leptopelis macrotis (Schiøtz, 1967)
- Leptopelis marginatus (Bocage, 1895)
- Leptopelis millsoni (Boulenger, 1895)
- Leptopelis modestus (Werner, 1898)
- Leptopelis mossambicus (Poynton, 1985)
- Leptopelis natalensis (Smith, 1849)
- Leptopelis nordequatorialis (Perret, 1966)
- Leptopelis notatus (Buchholz & Peters, 1875)
- Leptopelis occidentalis (Schiøtz, 1967)
- Leptopelis ocellatus (Mocquard, 1902)
- Leptopelis omissus (Amiet, 1992)
- Leptopelis oryi (Inger, 1968)
- Leptopelis palmatus (Peters, 1868)
- Leptopelis parbocagii (Poynton & Broadley, 1987)
- Leptopelis parkeri (Barbour i Loveridge, 1928)
- Leptopelis parvus (Schmidt & Inger, 1959)
- Leptopelis ragazzii (Boulenger, 1896)
- Leptopelis rufus (Reichenow, 1874)
- Leptopelis susanae (Largen, 1977)
- Leptopelis uluguruensis (Barbour i Loveridge, 1928)
- Leptopelis vannutellii (Boulenger, 1898)
- Leptopelis vermiculatus (Boulenger, 1909)
- Leptopelis viridis (Günther, 1869)
- Leptopelis xenodactylus (Poynton, 1963)
- Leptopelis yaldeni (Largen, 1977)
- Leptopelis zebra (Amiet, 2001)